# Tahitiska språk
Tahitiska språk är en grupp av polynesiska språk som består av sju olika språk. Moriori kan dock räknas som en dialekt av maori:
- Austral
- Rarotongesiska
- Maori
  - Moriori
- Tongareva
- Rakahanga-manihiki
- Tahitiska
- Tuamotu